# Provincie Iwaki (1868)

Mapa japonských provincií z roku 1869 se zvýrazněnou provincií Iwaki

Iwaki (japonsky 磐城国, Iwaki-no kuni) byla stará japonská provincie, na jejímž území se dnes rozkládá část prefektury Fukušima, která leží v jižní části regionu Tóhoku. Iwaki bývala někdy rovněž nazývána „Banšú“ (磐州).
Provincie se rozkládala ve východní polovině dnešní prefektury Fukušima, západní polovina její střední části patřila provincii Iwaširo. Přesněji okresy Date a Adači na severu patřily provincii Iwaširo, zatímco okresy Higaširakawa a Niširakawa na jihu spadaly pod provincii Iwaki. Hranici mezi oběma provinciemi tvořila řeka Abukuma.

## Historie
Původní provincie Mucu, známá rovněž jako Óšú (奥州), byla po válce Bošin vládou Meidži rozdělena na 5 částí. Vznikly tak provincie Iwaki, Iwaširo, Rikučú, Rikuzen a Rikuó. Stalo se tak 19. ledna 1869 ─ podle lunisolárního kalendáře to bylo 7. prosince 1868. 
V roce 1872 měla provincie Iwaki 348 608 obyvatel.